# Волковицкий, Вадим Юрьевич
Вади́м Ю́рьевич Волкови́цкий (род. 15 апреля 1956 года) — российский военный деятель, генерал-лейтенант запаса, кавалер Ордена Святого Георгия IV степени.

## Биография
Родился 15 апреля 1956 года в Мурманске.
В 1976 году окончил Горьковское зенитное ракетное училище ПВО, затем проходил службу на должностях старшего техника — офицера наведения, оперативного дежурного, начальника штаба — заместителя начальника радиотехнического центра (Московский округ ПВО СССР).
В 1987 году окончил Военную командную академию ПВО имени Георгия Константиновича Жукова.
С 1988 года — заместитель командира зенитной ракетной бригады. С 1991 года — командир зенитной ракетной бригады ПВО (11-й отдельной армии ПВО. С 1995 года — заместитель командира 6 дивизии ПВО (11-я отдельная армия ПВО).
В 1998 году окончил Военную академию Генштаба, в этом же году стал заместителем командира 5 отдельного корпуса ВВС и ПВО.
В 2000 году был назначен на должность командира 51-го корпуса ПВО в городе Ростове — на — Дону. 11 декабря 2001 года Волковицкому было присвоено воинское звание «генерал-лейтенант».
С 2002 по 2006 год был начальником штаба — первым заместителем командующего 5-й армией ВВС и ПВО. В 2006 году Волковицкий стал командиром этого объединения.
В 2007 году Волковицкий был назначен на должность заместителя Главнокомандующего ВВС по противовоздушной обороне, а в 2008 году — на должность начальника Главного штаба — первого заместителя Главнокомандующего Военно-воздушными силами.
В апреле 2011 года Волковицкий покинул пост и ушёл в запас.

## Награды и почётные звания
- Орден Святого Георгия IV степени № 004

Имя В. Ю. Волковицкого высечено на мраморной доске в Георгиевском зале Большого Кремлёвского дворца среди имен других кавалеров 4-й степени ордена Святого Георгия за 2008 год. В открытых печатных источниках об награждении информация не публиковалась.
- Орден «За военные заслуги»
- Медаль Жукова
- Медаль «В память 850-летия Москвы»
- Заслуженный военный специалист Российской Федерации
- Премия Правительства Российской Федерации за значительный вклад в развитие Военно-воздушных сил (17 декабря 2012) — за организацию и руководство строительством и развитием Военно-воздушных сил на соответствующих командных должностях[5]
- Именное огнестрельное оружие
- другие награды